# Solenocera bedokensis
Solenocera bedokensis is een tienpotigensoort uit de familie van de Solenoceridae. De wetenschappelijke naam van de soort is voor het eerst geldig gepubliceerd in 1962 door Hall.